# ترانسفورمکو
ترانسفورمکو (انگلیسی: Transformco) شرکت خرده‌فروشی آمریکایی است، که در سال ۲۰۱۹ توسط ادوارد لمبرت تأسیس شد.